# 남포동 출신
"남포동 출신"은 1970년 공개된 대한민국의 영화이다.

## 배역
- 장동휘
- 박노식
- 허장강
- 김희라
- 박암
- 장혁
- 최인숙
- 정혜선
- 김미영
- 최병철
- 최재호
- 황인철
- 권오상
- 심상현